# EHF Challenge Cup der Frauen 2011/12
Am EHF Challenge Cup 2011/12 nahmen 30 Handball-Vereinsmannschaften teil, die sich in der vorangegangenen Saison in ihren Heimatländern für den Wettbewerb qualifiziert hatten. Es war die 12. Austragung des Challenge Cups unter diesem Namen. Die Pokalspiele begannen am 30. September 2011, das Rückrundenfinale fand am 12. Mai 2012 statt. Titelverteidiger des EHF Challenge Cups war der französische Verein Mios Biganos. Der Titelgewinner in der Saison war der französische Verein H.A.C. Handball.

## Runde 2
Es nahmen 8 Teams, die sich vorher für den Wettbewerb qualifiziert hatten, teil.
Die Auslosung der 2. Runde fand am 26. Juli 2011 um 11:00 Uhr (UTC+2) in Wien statt.
Die Spiele fanden am 30. September und am 1./2. Oktober 2011 statt.

### Qualifizierte Teams
| Topf 1: - KSS Kielce - Alavarium | Topf 2: - Sokol Pisek - RK Zelina |

| Topf 3: - Panetolikos AC - ZRK Zrinjski Mostar | Topf 4: - HC Druts Belinichi - Olympia HC |

### Gruppen
| Gruppe A KSS Kielce Sokol Pisek ZRK Zrinjski Mostar HC Druts Belinichi | Gruppe B Alavarium RK Zelina Panetolikos AC Olympia HC |

### Entscheidungen
|  | Teilnahme an der 3. Runde |

### Gruppe A
Das Turnier der Gruppe A fand vom 30. September bis zum 2. Oktober in der Bijeli Brijeg in Mostar statt.
Der Tabellenerste qualifizierte sich für die 3. Runde. Die drei Letzten schieden aus dem Turnier aus.
| Pl. | Mannschaft          | Sp. | S | U | N | T   | GT | Diff | Pkt   |
| --- | ------------------- | --- | - | - | - | --- | -- | ---- | ----- |
| 1.  | Sokol Pisek         | 3   | 3 | 0 | 0 | 108 | 83 | + 25 | 6 : 0 |
| 2.  | KSS Kielce          | 3   | 1 | 0 | 2 | 089 | 85 | + 04 | 2 : 4 |
| 3.  | ZRK Zrinjski Mostar | 3   | 1 | 0 | 2 | 066 | 80 | − 14 | 2 : 4 |
| 4.  | HC Druts Belinichi  | 3   | 1 | 0 | 2 | 073 | 88 | − 15 | 2 : 4 |

| 30. September 2011, Fr. 17:00 Uhr in Mostar, Bijeli Brijeg | 400 Zuschauer Spielbericht | KSS Kielce Agova 6             | 25 : 27 (11 : 14) | ZRK Zrinjski Mostar 7 Papak |
| 30. September 2011, Fr. 19:30 Uhr in Mostar, Bijeli Brijeg | 100 Zuschauer Spielbericht | Sokol Pisek Borovska 10        | 39 : 29 (18 : 10) | HC Druts Belinichi 7 Maroz  |
| 1. Oktober 2011, Sa. 17:00 Uhr in Mostar, Bijeli Brijeg    | 100 Zuschauer Spielbericht | HC Druts Belinichi Korbut 8    | 21 : 32 (13 : 15) | KSS Kielce 6 Agova          |
| 1. Oktober 2011, Sa. 19:30 Uhr in Mostar, Bijeli Brijeg    | 200 Zuschauer Spielbericht | ZRK Zrinjski Mostar Kolobara 5 | 22 : 32 (09 : 16) | Sokol Pisek 7 Malá          |
| 2. Oktober 2011, So. 17:00 Uhr in Mostar, Bijeli Brijeg    | 100 Zuschauer Spielbericht | KSS Kielce Agova 8             | 32 : 37 (17 : 20) | Sokol Pisek 13 Luzumová     |
| 2. Oktober 2011, So. 19:30 Uhr in Mostar, Bijeli Brijeg    | 200 Zuschauer Spielbericht | ZRK Zrinjski Mostar Kolobara 5 | 17 : 23 (06 : 11) | HC Druts Belinichi 8 Korbut |

### Gruppe B
Das Turnier der Gruppe B fand vom 30. September bis zum 2. Oktober in der Pavilhao Municipal in Oliveira do Bairro statt.
Der Tabellenerste qualifizierte sich für die 3. Runde. Die drei Letzten schieden aus dem Turnier aus.
| Pl. | Mannschaft     | Sp. | S | U | N | T  | GT | Diff | Pkt   |
| --- | -------------- | --- | - | - | - | -- | -- | ---- | ----- |
| 1.  | RK Zelina      | 3   | 3 | 0 | 0 | 86 | 44 | + 42 | 6 : 0 |
| 2.  | Alavarium      | 3   | 2 | 0 | 1 | 70 | 50 | + 20 | 4 : 2 |
| 3.  | Olympia HC     | 3   | 1 | 0 | 2 | 44 | 76 | − 32 | 2 : 4 |
| 4.  | Panetolikos AC | 3   | 0 | 0 | 3 | 0  | 30 | − 30 | 0 : 6 |

| 30. September 2011, Fr. 00:00 Uhr in Oliveira do Bairro, Pavilhao Municipal | -.--- Zuschauer Spielbericht | Alavarium Bester Torschütze         | 10 : 00 (0 : 00)  | Panetolikos AC Bester Torschütze    |
| 30. September 2011, Fr. 21:00 Uhr in Oliveira do Bairro, Pavilhao Municipal | 100 Zuschauer Spielbericht   | RK Zelina Peti 7                    | 42 : 18 (20 : 05) | Olympia HC 3 Bakker                 |
| 1. Oktober 2011, Sa. 17:30 Uhr in Oliveira do Bairro, Pavilhao Municipal    | 300 Zuschauer Spielbericht   | Olympia HC Ekler 4                  | 16 : 34 (09 : 17) | Alavarium 7 Salome Semedo Goncalves |
| 1. Oktober 2011, Sa. 00:00 Uhr in Oliveira do Bairro, Pavilhao Municipal    | -.--- Zuschauer Spielbericht | Panetolikos AC Bester Torschütze    | 0 : 10 (0 : 00)   | RK Zelina Bester Torschütze         |
| 2. Oktober 2011, So. 17:30 Uhr in Oliveira do Bairro, Pavilhao Municipal    | 300 Zuschauer Spielbericht   | Alavarium Salome Semedo Goncalves 9 | 26 : 34 (12 : 17) | RK Zelina 8 Dzono                   |
| 2. Oktober 2011, So. 00:00 Uhr in Oliveira do Bairro, Pavilhao Municipal    | -.--- Zuschauer Spielbericht | Panetolikos AC Bester Torschütze    | 0 : 10 (0 : 00)   | Olympia HC Bester Torschütze        |

## Runde 3
Es nahmen die zwei Sieger der 2. Runde und 14 Teams, die sich vorher für den Wettbewerb qualifiziert hatten, teil.
Die Auslosung der 3. Runde fand am 26. Juli 2011 um 11:00 Uhr (UTC+2) in Wien statt.
Die Hinspiele fanden am 4./5./11./12. November 2011 statt. Die Rückspiele fanden am 5./6./12./13. November 2011 statt.

### Qualifizierte Teams
| - RK Lokomotiva Zagreb - PAOK Thessaloniki - HK Iceland - Yellow Winterthur - ZRK Ilidza - HC Victoria-Berestie - ABU Baku - SSV Dornbirn Schoren | - Femina Vise - Egle-Sviesa Vilnius - Fleury Loiret Handball - Anadolu University SK - HC Dnepryanka Kherson - ZRK Knjaz Milos - Sokol Pisek (Sieger 2. Runde Gruppe A) - RK Zelina (Sieger 2. Runde Gruppe B) |

### Ausgeloste Spiele & Ergebnisse
| Mannschaft 1                     | Mannschaft 2                      | Hinspiel             | Rückspiel            | Gesamt  |
| -------------------------------- | --------------------------------- | -------------------- | -------------------- | ------- |
| Dnipryanka Kherson Kandybei 11   | PAOK Thessaloniki Trajkovic 14    | 05.11. Sa. 17:00 Uhr | 06.11. So. 15:00 Uhr | 55 : 39 |
| Dnipryanka Kherson Kandybei 11   | PAOK Thessaloniki Trajkovic 14    | 27 : 17 (15 : 09)    | 28 : 22 (12 : 06)    | 55 : 39 |
| Dnipryanka Kherson Kandybei 11   | PAOK Thessaloniki Trajkovic 14    | 400 Zuschauer        | 350 Zuschauer        | 55 : 39 |
| ZRK Knjaz Milos Pavlovic 10      | ZRK Ilidza Mujagic 16             | 11.11. Fr. 19:00 Uhr | 12.11. Sa. 12:00 Uhr | 76 : 39 |
| ZRK Knjaz Milos Pavlovic 10      | ZRK Ilidza Mujagic 16             | 40 : 18 (18 : 11)    | 36 : 21 (21 : 08)    | 76 : 39 |
| ZRK Knjaz Milos Pavlovic 10      | ZRK Ilidza Mujagic 16             | 1.000 Zuschauer      | 500 Zuschauer        | 76 : 39 |
| Sokol Pisek Luzumová 14          | SSV Dornbirn Schoren Rosu 11      | 05.11. Sa. 15:00 Uhr | 12.11. Sa. 19:00 Uhr | 81 : 35 |
| Sokol Pisek Luzumová 14          | SSV Dornbirn Schoren Rosu 11      | 32 : 11 (16 : 03)    | 49 : 24 (23 : 10)    | 81 : 35 |
| Sokol Pisek Luzumová 14          | SSV Dornbirn Schoren Rosu 11      | 300 Zuschauer        | 400 Zuschauer        | 81 : 35 |
| Yellow Winterthur Ohme 10        | Egle-Sviesa Vilnius Norvilyte 13  | 12.11. Sa. 17:00 Uhr | 13.11. So. 16:00 Uhr | 44 : 50 |
| Yellow Winterthur Ohme 10        | Egle-Sviesa Vilnius Norvilyte 13  | 21 : 26 (09 : 13)    | 23 : 24 (13 : 13)    | 44 : 50 |
| Yellow Winterthur Ohme 10        | Egle-Sviesa Vilnius Norvilyte 13  | 350 Zuschauer        | 350 Zuschauer        | 44 : 50 |
| HC Victoria-Berestie Piatrova 17 | Femina Vise Penders 10            | 05.11. Sa. 16:00 Uhr | 06.11. So. 16:00 Uhr | 66 : 52 |
| HC Victoria-Berestie Piatrova 17 | Femina Vise Penders 10            | 39 : 27 (21 : 13)    | 27 : 25 (13 : 14)    | 66 : 52 |
| HC Victoria-Berestie Piatrova 17 | Femina Vise Penders 10            | 500 Zuschauer        | 600 Zuschauer        | 66 : 52 |
| RK Lokomotiva Zagreb Poljak 12   | Anadolu University SK Özbahar 11  | 05.11. Sa. 16:00 Uhr | 06.11. So. 16:00 Uhr | 70 : 44 |
| RK Lokomotiva Zagreb Poljak 12   | Anadolu University SK Özbahar 11  | 33 : 21 (15 : 09)    | 37 : 23 (17 : 13)    | 70 : 44 |
| RK Lokomotiva Zagreb Poljak 12   | Anadolu University SK Özbahar 11  | 300 Zuschauer        | 200 Zuschauer        | 70 : 44 |
| HK Iceland Magnúsdóttir 8        | Fleury Loiret Handball Niombla 11 | 05.11. Sa. 17:00 Uhr | 06.11. So. 17:00 Uhr | 40 : 85 |
| HK Iceland Magnúsdóttir 8        | Fleury Loiret Handball Niombla 11 | 22 : 39 (09 : 18)    | 18 : 46 (11 : 20)    | 40 : 85 |
| HK Iceland Magnúsdóttir 8        | Fleury Loiret Handball Niombla 11 | 1.300 Zuschauer      | 1.500 Zuschauer      | 40 : 85 |
| ABU Baku Gasimova 9              | RK Zelina Pavičić 11              | 04.11. Fr. 20:00 Uhr | 05.11. Sa. 20:00 Uhr | 41 : 62 |
| ABU Baku Gasimova 9              | RK Zelina Pavičić 11              | 18 : 35 (09 : 18)    | 23 : 27 (11 : 12)    | 41 : 62 |
| ABU Baku Gasimova 9              | RK Zelina Pavičić 11              | 400 Zuschauer        | 500 Zuschauer        | 41 : 62 |

## Achtelfinale
Es nahmen die 8 Sieger der 3. Runde und die 8 Mannschaften, die sich vorher für den Wettbewerb qualifiziert hatten, teil.
Die Auslosung des Achtelfinales fand am 15. November 2011 um 11:00 Uhr (UTC+2) in Wien statt.
Die Hinspiele fanden vom 4./5./9./11. Februar 2012 statt. Die Rückspiele fanden vom 5./7./11./12. Februar 2012 statt.

### Qualifizierte Teams
| - H.A.C. Handball - Muratpaşa Belediyesi SK - ZRK Gevgelija - Podatkova University - ZRK Crvena Zvezda - AZS Politechnika Koszalin - Juve Lis - DHK Banik Most | - RK Lokomotiva Zagreb (Sieger 3. Runde) - HC Victoria-Berestie (Sieger 3. Runde) - Egle-Sviesa Vilnius (Sieger 3. Runde) - Fleury Loiret Handball (Sieger 3. Runde) - HC Dnepryanka Kherson (Sieger 3. Runde) - ZRK Knjaz Milos (Sieger 3. Runde) - Sokol Pisek (Sieger 3. Runde) - RK Zelina (Sieger 3. Runde) |

### Ausgeloste Spiele & Ergebnisse
| Mannschaft 1                        | Mannschaft 2                            | Hinspiel             | Rückspiel            | Gesamt  |
| ----------------------------------- | --------------------------------------- | -------------------- | -------------------- | ------- |
| Sokol Pisek Luzumová 16             | Muratpaşa Belediyesi SK İskenderoğlu 14 | 09.02. Do. 17:00 Uhr | 11.02. Sa. 15:00 Uhr | 60 : 74 |
| Sokol Pisek Luzumová 16             | Muratpaşa Belediyesi SK İskenderoğlu 14 | 31 : 37 (16 : 21)    | 29 : 37 (15 : 21)    | 60 : 74 |
| Sokol Pisek Luzumová 16             | Muratpaşa Belediyesi SK İskenderoğlu 14 | 1.100 Zuschauer      | 800 Zuschauer        | 60 : 74 |
| Podatkova University Andriychuk 18  | Egle-Sviesa Vilnius Mikalonyte 23       | 11.02. Sa. 16:00 Uhr | 12.02. So. 15:00 Uhr | 68 : 59 |
| Podatkova University Andriychuk 18  | Egle-Sviesa Vilnius Mikalonyte 23       | 40 : 30 (21 : 14)    | 28 : 29 (16 : 17)    | 68 : 59 |
| Podatkova University Andriychuk 18  | Egle-Sviesa Vilnius Mikalonyte 23       | 300 Zuschauer        | 300 Zuschauer        | 68 : 59 |
| Fleury Loiret Handball Brouillet 14 | ZRK Gevgelija Janeska 13                | 04.02. Sa. 20:00 Uhr | 05.02. So. 19:00 Uhr | 94 : 37 |
| Fleury Loiret Handball Brouillet 14 | ZRK Gevgelija Janeska 13                | 48 : 15 (25 : 05)    | 46 : 22 (26 : 12)    | 94 : 37 |
| Fleury Loiret Handball Brouillet 14 | ZRK Gevgelija Janeska 13                | 400 Zuschauer        | 250 Zuschauer        | 94 : 37 |
| HC Dnepryanka Kherson Kandybei 11   | Juve Lis Pereira 10                     | 11.02. Sa. 17:00 Uhr | 12.02. So. 12:00 Uhr | 46 : 45 |
| HC Dnepryanka Kherson Kandybei 11   | Juve Lis Pereira 10                     | 25 : 24 (11 : 11)    | 21 : 21 (07 : 10)    | 46 : 45 |
| HC Dnepryanka Kherson Kandybei 11   | Juve Lis Pereira 10                     | 250 Zuschauer        | 200 Zuschauer        | 46 : 45 |
| RK Zelina Knežević 9                | AZS Politechnika Koszalin Kobylecka 10  | 04.02. Sa. 19:00 Uhr | 05.02. So. 19:00 Uhr | 55 : 52 |
| RK Zelina Knežević 9                | AZS Politechnika Koszalin Kobylecka 10  | 30 : 21 (15 : 10)    | 25 : 31 (12 : 09)    | 55 : 52 |
| RK Zelina Knežević 9                | AZS Politechnika Koszalin Kobylecka 10  | 500 Zuschauer        | 500 Zuschauer        | 55 : 52 |
| ZRK Crvena Zvezda Mistric 15        | RK Lokomotiva Zagreb I. Milič 14        | 05.02. So. 18:00 Uhr | 12.02. So. 16:30 Uhr | 43 : 50 |
| ZRK Crvena Zvezda Mistric 15        | RK Lokomotiva Zagreb I. Milič 14        | 21 : 26 (12 : 15)    | 22 : 24 (13 : 15)    | 43 : 50 |
| ZRK Crvena Zvezda Mistric 15        | RK Lokomotiva Zagreb I. Milič 14        | 600 Zuschauer        | 500 Zuschauer        | 43 : 50 |
| H.A.C. Handball Kresoja 11          | ZRK Knjaz Milos Ranković 7              | 05.02. So. 17:30 Uhr | 07.02. Di. 20:00 Uhr | 50 : 36 |
| H.A.C. Handball Kresoja 11          | ZRK Knjaz Milos Ranković 7              | 25 : 15 (12 : 07)    | 25 : 21 (15 : 11)    | 50 : 36 |
| H.A.C. Handball Kresoja 11          | ZRK Knjaz Milos Ranković 7              | 1.150 Zuschauer      | 500 Zuschauer        | 50 : 36 |
| HC Victoria-Berestie Mikhnavets 11  | DHK Banik Most Ryšánková 20             | 11.02. Sa. 17:00 Uhr | 12.02. So. 16:30 Uhr | 50 : 67 |
| HC Victoria-Berestie Mikhnavets 11  | DHK Banik Most Ryšánková 20             | 26 : 32 (11 : 15)    | 24 : 35 (10 : 17)    | 50 : 67 |
| HC Victoria-Berestie Mikhnavets 11  | DHK Banik Most Ryšánková 20             | 1.050 Zuschauer      | 1.000 Zuschauer      | 50 : 67 |

## Viertelfinale
Es nahmen die 8 Sieger aus dem Achtelfinale teil.
Die Auslosung des Viertelfinales fand am 14. Februar 2012 um 11:00 Uhr (UTC+2) in Wien statt.
Die Hinspiele fanden vom 3./9. März 2012 statt. Die Rückspiele fanden vom 4./10./11. März 2012 statt.

### Qualifizierte Teams
| - H.A.C. Handball - Muratpaşa Belediyesi SK - Podatkova University - DHK Banik Most | - RK Lokomotiva Zagreb - Fleury Loiret Handball - HC Dnepryanka Kherson - RK Zelina |

### Ausgeloste Spiele & Ergebnisse
| Mannschaft 1                            | Mannschaft 2                             | Hinspiel             | Rückspiel            | Gesamt  |
| --------------------------------------- | ---------------------------------------- | -------------------- | -------------------- | ------- |
| RK Zelina Madzarac 6                    | RK Lokomotiva Zagreb Ježić 12            | 03.03. Sa. 19:00 Uhr | 11.03. So. 18:00 Uhr | 37 : 42 |
| RK Zelina Madzarac 6                    | RK Lokomotiva Zagreb Ježić 12            | 24 : 23 (12 : 12)    | 13 : 19 (10 : 14)    | 37 : 42 |
| RK Zelina Madzarac 6                    | RK Lokomotiva Zagreb Ježić 12            | 400 Zuschauer        | 500 Zuschauer        | 37 : 42 |
| DHK Banik Most Crhová 11                | H.A.C. Handball Alberto Francisca 18     | 03.03. Sa. 17:00 Uhr | 10.03. Sa. 17:00 Uhr | 43 : 51 |
| DHK Banik Most Crhová 11                | H.A.C. Handball Alberto Francisca 18     | 18 : 23 (11 : 10)    | 25 : 28 (12 : 18)    | 43 : 51 |
| DHK Banik Most Crhová 11                | H.A.C. Handball Alberto Francisca 18     | 1.150 Zuschauer      | 1.300 Zuschauer      | 43 : 51 |
| HC Dnepryanka Kherson Belmas 11         | Fleury Loiret Handball Bernataviciute 12 | 09.03. Fr. 20:30 Uhr | 10.03. Sa. 20:30 Uhr | 38 : 75 |
| HC Dnepryanka Kherson Belmas 11         | Fleury Loiret Handball Bernataviciute 12 | 21 : 38 (13 : 18)    | 17 : 37 (10 : 19)    | 38 : 75 |
| HC Dnepryanka Kherson Belmas 11         | Fleury Loiret Handball Bernataviciute 12 | 600 Zuschauer        | 350 Zuschauer        | 38 : 75 |
| Muratpaşa Belediyesi SK İskenderoğlu 15 | Podatkova University Andriychuk 13       | 03.03. Sa. 15:00 Uhr | 04.03. So. 15:00 Uhr | 75 : 56 |
| Muratpaşa Belediyesi SK İskenderoğlu 15 | Podatkova University Andriychuk 13       | 41 : 31 (17 : 11)    | 34 : 25 (17 : 12)    | 75 : 56 |
| Muratpaşa Belediyesi SK İskenderoğlu 15 | Podatkova University Andriychuk 13       | 1.100 Zuschauer      | 1.100 Zuschauer      | 75 : 56 |

## Halbfinale
Es nehmen die 4 Sieger aus dem Viertelfinale teil.
Die Auslosung des Halbfinales fand am 13. März 2012 um 11:00 Uhr (UTC+2) in Wien statt.
Die Hinspiele fanden am 1. April 2012 statt. Die Rückspiele fanden am 5./7. April 2012 statt.

### Qualifizierte Teams
| - H.A.C. Handball - Muratpaşa Belediyesi SK | - RK Lokomotiva Zagreb - Fleury Loiret Handball |

### Ausgeloste Spiele & Ergebnisse
| Mannschaft 1                          | Mannschaft 2                            | Hinspiel             | Rückspiel            | Gesamt  |
| ------------------------------------- | --------------------------------------- | -------------------- | -------------------- | ------- |
| H.A.C. Handball Alberto Francisca 10  | RK Lokomotiva Zagreb Janković 6         | 01.04. So. 17:00 Uhr | 07.04. Sa. 17:15 Uhr | 42 : 39 |
| H.A.C. Handball Alberto Francisca 10  | RK Lokomotiva Zagreb Janković 6         | 23 : 17 (13 : 08)    | 19 : 22 (09 : 10)    | 42 : 39 |
| H.A.C. Handball Alberto Francisca 10  | RK Lokomotiva Zagreb Janković 6         | 1.800 Zuschauer      | 400 Zuschauer        | 42 : 39 |
| Fleury Loiret Handball Nikolayenko 10 | Muratpaşa Belediyesi SK İskenderoğlu 16 | 01.04. So. 18:00 Uhr | 05.04. Do. 15:00 Uhr | 67 : 68 |
| Fleury Loiret Handball Nikolayenko 10 | Muratpaşa Belediyesi SK İskenderoğlu 16 | 30 : 29 (15 : 14)    | 37 : 39 (19 : 19)    | 67 : 68 |
| Fleury Loiret Handball Nikolayenko 10 | Muratpaşa Belediyesi SK İskenderoğlu 16 | 500 Zuschauer        | 1.100 Zuschauer      | 67 : 68 |

## Finale
Es nahmen die 2 Sieger aus dem Halbfinale teil.
Die Auslosung des Finales fand am 10. April 2012 um 11:00 Uhr (UTC+2) in Wien statt.
Das Hinspiel fand am 6. Mai 2012 statt. Das Rückspiel fand am 12. Mai 2012 statt.

### Qualifizierte Teams
| - H.A.C. Handball - Muratpaşa Belediyesi SK |

### Ausgeloste Spiele & Ergebnisse
| Mannschaft 1            | Mannschaft 2    | Hinspiel                | Rückspiel                | Gesamt  |
| ----------------------- | --------------- | ----------------------- | ------------------------ | ------- |
| Muratpaşa Belediyesi SK | H.A.C. Handball | 06.05. So. 15:00 Uhr    | 12.05. Sa. 18:00 Uhr     | 57 : 63 |
| Muratpaşa Belediyesi SK | H.A.C. Handball | 27 : 36 (13 : 18)       | 30 : 27 (14 : 16)        | 57 : 63 |
| Muratpaşa Belediyesi SK | H.A.C. Handball | Antalya 1.100 Zuschauer | Le Havre 3.000 Zuschauer | 57 : 63 |

### Hinspiel
Muratpaşa Belediyesi SK - H.A.C. Handball  27 : 36 (13 : 18)
6. Mai 2012 in Antalya, Süleyman Evcilmen Spor ve Sergi Salonu, 1.100 Zuschauer.
Muratpaşa Belediyesi SK: İmamoğlu Öcal, Ay - Hoşgör (5), Tankaskaya (5), Laiuk   (4), Topaloğlu (4), Akgün  (3), İskenderoğlu  (3), Carbune (2), Kayacan (1), Karakoç, Nahçıvanlı  , Şen, Sulyma, Ulucan
H.A.C. Handball: Pereira, Pradel - Alberto Francisca (11), De Sousa  (7), Baudouin (5), Silva Dos Santos  (5), Martins Horacio  (4), Tounkara (4), Kresoja, Morel, Petricien, Sawaneh, Tissier, Vanparys Torres 
Schiedsrichter:  Diana Carmen Florescu & Anamaria Duță
Quelle: Spielbericht

### Rückspiel
H.A.C. Handball - Muratpaşa Belediyesi SK  27 : 30 (16 : 14)
12. Mai 2012 in Le Havre, Docks Oceane, 3.000 Zuschauer.
H.A.C. Handball: Pereira, Pradel - Baudouin (8), Alberto Francisca (7), De Sousa (4), Tounkara (4), Kresoja (2), Sawaneh (1), Silva Dos Santos   (1), Frécon, Martins Horacio  , Morel, Pele, Petricien, Tissier, Tracol
Muratpaşa Belediyesi SK: İmamoğlu Öcal, Ay - İskenderoğlu  (8), Tankaskaya  (8), Hoşgör (4), Akgün (3), Laiuk (3), Carbune  (2), Topaloğlu  (2), Karakoç , Kayacan, Nahçıvanlı   , Şen, Sulyma
Schiedsrichter:  Helena Crnojević & Emina Kostecki Radić
Quelle: Spielbericht